# Finale du Grand Prix IAAF 1989
Navigation
Édition précédente Édition suivante
La 5e Finale du Grand Prix de l'IAAF a eu lieu le 1er septembre 1989 au Stade Louis-II de Monaco. Dix-sept épreuves figurent au programme, neuf masculines et huit féminines.

## Classement général

### Hommes
1. Saïd Aouita : 69 points
2. Roger Kingdom : 63 points
3. Steve Backley : 63 points

### Femmes
1. Paula Ivan : 67 points
2. Galina Chistyakova : 63 points
3. Sandra Farmer-Patrick : 63 points

## Résultats

### Hommes
| Épreuves          | Or                                                          | Argent                                        | Bronze                                 |
| ----------------- | ----------------------------------------------------------- | --------------------------------------------- | -------------------------------------- |
| 200 m             | Daniel Sangouma France 20 s 23                              | Robson da Silva Brésil 20 s 24                | Stefano Tilli Italie 20 s 48           |
| 400 m             | Danny Everett États-Unis 44 s 59                            | Butch Reynolds États-Unis 45 s 06             | Gabriel Tiacoh Côte d'Ivoire 45 s 13   |
| 1 500 m           | Abdi Bile Somalie 3 min 39 s 56                             | Wilfred Kirochi Kenya 3 min 40 s 02           | Hervé Phélippeau France 3 min 40 s 25  |
| 5 000 m           | Saïd Aouita Maroc 13 min 06 s 36                            | Arturo Barrios Mexique 13 min 21 s 37         | Sydney Maree États-Unis 13 min 21 s 62 |
| 110 m haies       | Tonie Campbell États-Unis Colin Jackson Royaume-Uni 13 s 22 |                                               | Roger Kingdom États-Unis 13 s 24       |
| Saut à la perche  | Rodion Gataullin Union soviétique 5,70 m                    | Philippe Collet France 5,70 m                 | Earl Bell États-Unis 5,70 m            |
| Saut en longueur  | Larry Myricks États-Unis 8,54 m                             | Yusuf Alli Nigeria 8,22 m                     | Mike Conley États-Unis 8,12 m          |
| Lancer du disque  | Jürgen Schult Allemagne de l'Est 67,48 m                    | Wolfgang Schmidt Allemagne de l'Ouest 66,42 m | Luis Delís Cuba 64,44 m                |
| Lancer du javelot | Steve Backley Royaume-Uni 84,76 m                           | Kazuhiro Mizoguchi Japon 83,06 m              | Sigurður Einarsson Islande 82,82 m     |

### Femmes
| Épreuves         | Or                                          | Argent                                             | Bronze                                       |
| ---------------- | ------------------------------------------- | -------------------------------------------------- | -------------------------------------------- |
| 100 m            | Merlene Ottey Jamaïque 11 s 04              | Pauline Davis Bahamas 11 s 25                      | Sheila Echols États-Unis 11 s 37             |
| 800 m            | Ana Fidelia Quirot Cuba 1 min 59 s 02       | Christine Wachtel Allemagne de l'Est 1 min 59 s 84 | Diane Edwards Royaume-Uni 2 min 00 s 83      |
| Mile             | Paula Ivan Roumanie 4 min 24 s 96           | Svetlana Kitova Union soviétique 4 min 25 s 52     | Doina Melinte Roumanie 4 min 25 s 56         |
| 3 000 m          | Yvonne Murray Royaume-Uni 9 min 02 s 58     | Elly van Hulst Pays-Bas 9 min 03 s 76              | PattiSue Plumer États-Unis 9 min 04 s 00     |
| 400 m haies      | Sandra Farmer-Patrick États-Unis 54 s 60    | Anita Protti Suisse 54 s 71                        | Sally Gunnell Royaume-Uni 54 s 96            |
| Saut en hauteur  | Silvia Costa Cuba 1,98 m                    | Jan Wohlschlag États-Unis 1,95 m                   | Heike Henkel Allemagne de l'Ouest 1,95 m     |
| Saut en longueur | Galina Chistyakova Union soviétique 6,84 m  | Helga Radtke Allemagne de l'Est 6,79 m             | Valy Ionescu Roumanie 6,73 m                 |
| Lancer du poids  | Natalya Lisovskaya Union soviétique 20,03 m | Grit Hammer Allemagne de l'Est 19,32 m             | Stephanie Storp Allemagne de l'Ouest 19,07 m |